# 臺佟
臺佟（？—？），字孝威，魏郡鄴縣人。東漢隱士。

## 生平
臺佟在武安山隱居，鑿洞當作住所，以採藥當作職業。建初年間，州裏徵召臺佟，但臺佟沒有前往就職。刺史到鄴巡視，派從事謁見臺佟。臺佟面見刺史表示謝意。刺史拿見面禮問臺佟說：「孝威生活如此困苦，將來要怎麽辦？」臺佟說：「我能保全性命，存神養和。如果像明使君一樣奉令宣讀詔書，晚上爲事操勞，反倒不苦麽？」於是離去，後來隱逸，最後不知所終。

## 評價
- 皇甫謐：孝威特邁，稅趾武安。獸居土穴，不願彈冠。郡公溫勞，有語足寬。終齡超遂，大璞得完。《高士傳》

## 外部連結
中國哲學書電子化計劃《高士傳》 （页面存档备份，存于）

## 延伸阅读
[在维基数据编辑]
 《後漢書·卷83》，出自范晔《後漢書》